# Zaglyptogastra tenuicauda
Zaglyptogastra tenuicauda är en stekelart som beskrevs av Donald L.J. Quicke 1991. Zaglyptogastra tenuicauda ingår i släktet Zaglyptogastra och familjen bracksteklar. Inga underarter finns listade i Catalogue of Life.